# 2 Unlimited/Diskografie
Diese Diskografie ist eine Übersicht über die musikalischen Werke der niederländischen Eurodanceband 2 Unlimited und ihrer Pseudonyme wie Ray und Anita. Den Quellenangaben zufolge hat sie bisher mehr als 20 Millionen Tonträger verkauft. Ihre erfolgreichste Veröffentlichung ist die Single No Limit mit über 2,5 Millionen verkauften Einheiten.

## Alben

### Studioalben
| Jahr | Titel Musiklabel                 | Höchstplatzierung, Gesamtwochen, AuszeichnungChartplatzierungen (Jahr, Titel, Musiklabel, Platzierungen, Wochen, Auszeichnungen, Anmerkungen) | Höchstplatzierung, Gesamtwochen, AuszeichnungChartplatzierungen (Jahr, Titel, Musiklabel, Platzierungen, Wochen, Auszeichnungen, Anmerkungen) | Höchstplatzierung, Gesamtwochen, AuszeichnungChartplatzierungen (Jahr, Titel, Musiklabel, Platzierungen, Wochen, Auszeichnungen, Anmerkungen) | Höchstplatzierung, Gesamtwochen, AuszeichnungChartplatzierungen (Jahr, Titel, Musiklabel, Platzierungen, Wochen, Auszeichnungen, Anmerkungen) | Höchstplatzierung, Gesamtwochen, AuszeichnungChartplatzierungen (Jahr, Titel, Musiklabel, Platzierungen, Wochen, Auszeichnungen, Anmerkungen) | Höchstplatzierung, Gesamtwochen, AuszeichnungChartplatzierungen (Jahr, Titel, Musiklabel, Platzierungen, Wochen, Auszeichnungen, Anmerkungen) | Anmerkungen                                                |
| Jahr | Titel Musiklabel                 | DE | AT | CH | UK | US | NL | Anmerkungen                                                |
| ---- | -------------------------------- | --- | --- | --- | --- | --- | --- | ---------------------------------------------------------- |
| 1992 | Get Ready! Byte Records / Decos  | — | — | — | UK37 (3 Wo.)UK | US197 Gold · (1 Wo.)US | NL12 (29 Wo.)NL | Erstveröffentlichung: 18. Februar 1992 Verkäufe: + 535.000 |
| 1993 | No Limits Byte Records / Decos   | DE4 (51 Wo.)DE | AT3 Gold · (16 Wo.)AT | CH3 Platin · (23 Wo.)CH | UK1 (25 Wo.)UK | — | NL1 Platin · (83 Wo.)NL | Erstveröffentlichung: 10. Mai 1993 Verkäufe: + 729.400     |
| 1994 | Real Things Byte Records / Decos | DE3 (18 Wo.)DE | AT4 (15 Wo.)AT | CH3 Gold · (15 Wo.)CH | UK1 Gold · (10 Wo.)UK | — | NL1 Platin · (64 Wo.)NL | Erstveröffentlichung: 6. Juni 1994 Verkäufe: + 1.100.000   |
| 1998 | II Byte Records / Decos          | — | — | — | — | — | NL55 (4 Wo.)NL | Erstveröffentlichung: 25. Mai 1998                         |

### Kompilationen
| Jahr | Titel Musiklabel                    | Höchstplatzierung, Gesamtwochen, AuszeichnungChartplatzierungen (Jahr, Titel, Musiklabel, Platzierungen, Wochen, Auszeichnungen, Anmerkungen) | Höchstplatzierung, Gesamtwochen, AuszeichnungChartplatzierungen (Jahr, Titel, Musiklabel, Platzierungen, Wochen, Auszeichnungen, Anmerkungen) | Höchstplatzierung, Gesamtwochen, AuszeichnungChartplatzierungen (Jahr, Titel, Musiklabel, Platzierungen, Wochen, Auszeichnungen, Anmerkungen) | Höchstplatzierung, Gesamtwochen, AuszeichnungChartplatzierungen (Jahr, Titel, Musiklabel, Platzierungen, Wochen, Auszeichnungen, Anmerkungen) | Höchstplatzierung, Gesamtwochen, AuszeichnungChartplatzierungen (Jahr, Titel, Musiklabel, Platzierungen, Wochen, Auszeichnungen, Anmerkungen) | Höchstplatzierung, Gesamtwochen, AuszeichnungChartplatzierungen (Jahr, Titel, Musiklabel, Platzierungen, Wochen, Auszeichnungen, Anmerkungen) | Anmerkungen                                                |
| Jahr | Titel Musiklabel                    | DE | AT | CH | UK | US | NL | Anmerkungen                                                |
| ---- | ----------------------------------- | --- | --- | --- | --- | --- | --- | ---------------------------------------------------------- |
| 1995 | Hits Unlimited Byte Records / Decos | — | — | — | UK27 (5 Wo.)UK | US107 (8 Wo.)US | NL4 Gold · (43 Wo.)NL | Erstveröffentlichung: 30. Oktober 1995 Verkäufe: + 157.500 |

Weitere Kompilationen
- 1994: Beyond Limits
- 1997: Singles Collection
- 1998: Non Stop Limited
- 1998: Step
- 1998: Aerobics
- 1998: The Best Unlimited
- 2003: The Very Best of 2 Unlimited
- 2003: No Limit – The Complete Best Of
- 2003: The Best
- 2004: The Complete History
- 2004: No Limit: The Complete Best of 2 Unlimited
- 2004: Greatest Hits
- 2005: The Refreshed Album
- 2006: The Hits
- 2008: The Best – Hits & Remixes
- 2008: Perfect Best

### Remixalben
- 1993: Power
- 1994: The US Remixes
- 1995: Mixes & More
- 1998: Non-Stop Mix Best
- 2000: No Limit – Millennium Remixes
- 2001: Twilight Zone – Millennium Remixes
- 2001: Greatest Hits Remixes
- 2003: Trance Remixes (Special-Edition)
- 2006: Greatest Remix Hits

### EPs
- 1993: No Limit – Mini Album
- 1993: Remixes
- 1994: The Real Mixes
- 1995: Sin Limites

## Singles
| Jahr | Titel Album                              | Höchstplatzierung, Gesamtwochen, AuszeichnungChartplatzierungen (Jahr, Titel, Album, Platzierungen, Wochen, Auszeichnungen, Anmerkungen) | Höchstplatzierung, Gesamtwochen, AuszeichnungChartplatzierungen (Jahr, Titel, Album, Platzierungen, Wochen, Auszeichnungen, Anmerkungen) | Höchstplatzierung, Gesamtwochen, AuszeichnungChartplatzierungen (Jahr, Titel, Album, Platzierungen, Wochen, Auszeichnungen, Anmerkungen) | Höchstplatzierung, Gesamtwochen, AuszeichnungChartplatzierungen (Jahr, Titel, Album, Platzierungen, Wochen, Auszeichnungen, Anmerkungen) | Höchstplatzierung, Gesamtwochen, AuszeichnungChartplatzierungen (Jahr, Titel, Album, Platzierungen, Wochen, Auszeichnungen, Anmerkungen) | Höchstplatzierung, Gesamtwochen, AuszeichnungChartplatzierungen (Jahr, Titel, Album, Platzierungen, Wochen, Auszeichnungen, Anmerkungen) | Anmerkungen                                                 |
| Jahr | Titel Album                              | DE | AT | CH | UK | US | NL | Anmerkungen                                                 |
| ---- | ---------------------------------------- | --- | --- | --- | --- | --- | --- | ----------------------------------------------------------- |
| 1991 | Get Ready for This Get Ready!            | — | — | — | UK2 (15 Wo.)UK | US38 (34 Wo.)US | NL10 (10 Wo.)NL | Erstveröffentlichung: 23. September 1991 Verkäufe: + 35.000 |
| 1992 | Twilight Zone Get Ready!                 | DE20 (17 Wo.)DE | AT10 (11 Wo.)AT | CH15 (9 Wo.)CH | UK2 (10 Wo.)UK | US49 (20 Wo.)US | NL1 (14 Wo.)NL | Erstveröffentlichung: 8. Januar 1992                        |
| 1992 | Workaholic Get Ready!                    | — | — | CH37 (2 Wo.)CH | UK4 (7 Wo.)UK | — | NL6 (9 Wo.)NL | Erstveröffentlichung: 16. April 1992                        |
| 1992 | The Magic Friend Get Ready!              | DE17 (15 Wo.)DE | AT26 (1 Wo.)AT | — | UK11 (7 Wo.)UK | — | NL5 (11 Wo.)NL | Erstveröffentlichung: 3. August 1992                        |
| 1993 | No Limit No Limits                       | DE2 Platin · (29 Wo.)DE | AT1 Gold · (21 Wo.)AT | CH1 Platin · (26 Wo.)CH | UK1 Silber · (16 Wo.)UK | — | NL1 Platin · (17 Wo.)NL | Erstveröffentlichung: 18. Januar 1993 Verkäufe: + 2.500.000 |
| 1993 | Tribal Dance No Limits                   | DE2 Gold · (23 Wo.)DE | AT3 (15 Wo.)AT | CH2 (19 Wo.)CH | UK4 (11 Wo.)UK | — | NL2 (11 Wo.)NL | Erstveröffentlichung: 26. April 1993 Verkäufe: + 285.000    |
| 1993 | Faces No Limits                          | DE8 (20 Wo.)DE | AT10 (12 Wo.)AT | CH19 (6 Wo.)CH | UK8 (7 Wo.)UK | — | NL2 (11 Wo.)NL | Erstveröffentlichung: 13. August 1993                       |
| 1993 | Maximum Overdrive No Limits              | DE16 (15 Wo.)DE | AT13 (12 Wo.)AT | CH23 (11 Wo.)CH | UK15 (8 Wo.)UK | — | NL5 (9 Wo.)NL | Erstveröffentlichung: 8. November 1993                      |
| 1994 | Let the Beat Control Your Body No Limits | DE8 (18 Wo.)DE | AT11 (12 Wo.)AT | CH11 (15 Wo.)CH | UK6 (10 Wo.)UK | — | NL2 (10 Wo.)NL | Erstveröffentlichung: 21. Januar 1994                       |
| 1994 | The Real Thing Real Things               | DE4 (16 Wo.)DE | AT7 (12 Wo.)AT | CH2 (17 Wo.)CH | UK6 (10 Wo.)UK | — | NL1 (11 Wo.)NL | Erstveröffentlichung: 9. Mai 1994                           |
| 1994 | No One Real Things                       | DE18 (17 Wo.)DE | AT14 (9 Wo.)AT | CH15 (14 Wo.)CH | UK17 (6 Wo.)UK | — | NL2 (12 Wo.)NL | Erstveröffentlichung: 19. September 1994                    |
| 1995 | Here I Go Real Things                    | DE22 (8 Wo.)DE | AT17 (8 Wo.)AT | CH38 (3 Wo.)CH | UK22 (3 Wo.)UK | — | NL5 (6 Wo.)NL | Erstveröffentlichung: 6. März 1995                          |
| 1995 | Nothing Like the Rain Real Things        | — | — | — | — | — | NL6 (10 Wo.)NL | Erstveröffentlichung: 6. Juni 1995                          |
| 1995 | Do What’s Good for Me Hits Unlimited     | DE50 (6 Wo.)DE | AT29 (7 Wo.)AT | CH41 (4 Wo.)CH | UK16 (7 Wo.)UK | — | NL13 (6 Wo.)NL | Erstveröffentlichung: 2. Oktober 1995                       |
| 1996 | Jump for Joy Hits Unlimited              | DE39 (10 Wo.)DE | AT24 (9 Wo.)AT | — | — | — | NL7 (7 Wo.)NL | Erstveröffentlichung: 22. Januar 1996                       |
| 1996 | Spread Your Love Hits Unlimited          | — | — | — | — | — | NL17 (7 Wo.)NL | Erstveröffentlichung: 29. April 1996                        |
| 1998 | Wanna Get Up II                          | DE88 (1 Wo.)DE | — | — | UK38 (2 Wo.)UK | — | NL10 (10 Wo.)NL | Erstveröffentlichung: 13. März 1998                         |
| 1998 | Edge of Heaven II                        | — | — | — | — | — | NL35 (3 Wo.)NL | Erstveröffentlichung: 1. Juni 1998                          |
| 2003 | No Limit 2.3 The Complete History        | DE41 (7 Wo.)DE | — | — | — | — | — | Erstveröffentlichung: 14. Juli 2003                         |
| 2004 | Tribal Dance 2.4 The Complete History    | DE78 (3 Wo.)DE | AT58 (2 Wo.)AT | — | — | — | — | Erstveröffentlichung: 25. Januar 2004                       |
| 2010 | In da Name of Love –                     | — | — | — | — | — | NL6 (7 Wo.)NL | Erstveröffentlichung: 2. Januar 2010 als Ray und Anita      |

Weitere Singles
- 1992: Get Ready for This (Remix)
- 1992: Twilight Zone (Remix)
- 1995: Kids Like You and Me (Charity-Single für obdachlose Kinder in den Niederlanden)
- 1998: Wanna Get Up (Club-Edition)
- 1998: Never Surrender
- 2010: Still Unlimited
- 2010: Wonder Why
- 2011: Nothing to Lose

## Videoalben und Musikvideos

### Videoalben
| Jahr | Titel                  | Höchstplatzierung, Gesamtwochen, AuszeichnungChartplatzierungen (Jahr, Titel, Platzierungen, Wochen, Auszeichnungen, Anmerkungen) | Höchstplatzierung, Gesamtwochen, AuszeichnungChartplatzierungen (Jahr, Titel, Platzierungen, Wochen, Auszeichnungen, Anmerkungen) | Höchstplatzierung, Gesamtwochen, AuszeichnungChartplatzierungen (Jahr, Titel, Platzierungen, Wochen, Auszeichnungen, Anmerkungen) | Höchstplatzierung, Gesamtwochen, AuszeichnungChartplatzierungen (Jahr, Titel, Platzierungen, Wochen, Auszeichnungen, Anmerkungen) | Höchstplatzierung, Gesamtwochen, AuszeichnungChartplatzierungen (Jahr, Titel, Platzierungen, Wochen, Auszeichnungen, Anmerkungen) | Höchstplatzierung, Gesamtwochen, AuszeichnungChartplatzierungen (Jahr, Titel, Platzierungen, Wochen, Auszeichnungen, Anmerkungen) | Anmerkungen                |
| Jahr | Titel                  | DE | AT | CH | UK | US | NL | Anmerkungen                |
| ---- | ---------------------- | --- | --- | --- | --- | --- | --- | -------------------------- |
| 1993 | No Limits – The Videos | — | — | — | UK28 (4 Wo.)UK | — | — | Erstveröffentlichung: 1993 |

Weitere Videoalben
- 1992: Get Ready! – The Videos
- 1994: Beyond Limits
- 1995: Hits Unlimited – The Best Videos
- 2004: Complete History
- 2006: Grand Collection

### Musikvideos
| Jahr | Titel                          | Regie               |
| ---- | ------------------------------ | ------------------- |
| 1991 | Get Ready for This             | Jean-Paul De Coster |
| 1992 | Workaholic                     | Jean-Paul De Coster |
| 1992 | The Magic Friend               | Jean-Paul De Coster |
| 1993 | No Limit                       | Jean-Paul De Coster |
| 1993 | Tribal Dance                   | Jean-Paul De Coster |
| 1993 | Faces                          | Jean-Paul De Coster |
| 1994 | Let the Beat Control Your Body | Jean-Paul De Coster |
| 1994 | The Real Thing                 | Jean-Paul De Coster |
| 1994 | No One                         | Jean-Paul De Coster |
| 1995 | Here I Go                      | Jean-Paul De Coster |
| 1995 | Nothing Like the Rain          | Jean-Paul De Coster |
| 1995 | Do What’s Good for Me          | Jean-Paul De Coster |
| 1996 | Jump for Joy                   | Jean-Paul De Coster |
| 1996 | Spread Your Love               | Jean-Paul De Coster |
| 2003 | No Limit 2.3                   | Jean-Paul De Coster |

## Statistik

### Chartauswertung
|                     | DE    | AT    | CH    | UK    | US    | NL    |
| ------------------- | ----- | ----- | ----- | ----- | ----- | ----- |
| Nummer-eins-Alben   | DE—DE | AT—AT | CH—CH | UK2UK | US—US | NL2NL |
| Top-10-Alben        | DE2DE | AT2AT | CH2CH | UK2UK | US—US | NL3NL |
| Alben in den Charts | DE2DE | AT2AT | CH2CH | UK4UK | US2US | NL5NL |

|                       | DE     | AT     | CH     | UK     | US    | NL     |
| --------------------- | ------ | ------ | ------ | ------ | ----- | ------ |
| Nummer-eins-Singles   | DE—DE  | AT1AT  | CH1CH  | UK1UK  | US—US | NL3NL  |
| Top-10-Singles        | DE5DE  | AT5AT  | CH3CH  | UK8UK  | US—US | NL16NL |
| Singles in den Charts | DE15DE | AT13AT | CH11CH | UK14UK | US2US | NL19NL |

|                          | DE    | AT    | CH    | UK    | US    | NL    |
| ------------------------ | ----- | ----- | ----- | ----- | ----- | ----- |
| Nummer-eins-Videoalben   | DE—DE | AT—AT | CH—CH | UK—UK | US—US | NL—NL |
| Top-10-Videoalben        | DE—DE | AT—AT | CH—CH | UK—UK | US—US | NL—NL |
| Videoalben in den Charts | DE—DE | AT—AT | CH—CH | UK1UK | US—US | NL—NL |

### Auszeichnungen für Musikverkäufe
| Goldene Schallplatte - Australien - 1992: für das Album Get Ready! - 1992: für die Single Get Ready for This - 1993: für die Single No Limit - 1993: für das Album No Limits - 1993: für die Single Tribal Dance - Belgien - 1996: für das Album Hits Unlimited - Finnland - 1993: für das Album No Limits - 1995: für das Album Real Things - Frankreich - 1992: für die Single No Limit - 1993: für das Album No Limits - Japan - 1993: für das Album No Limits - 1994: für das Album Real Things - 1995: für das Album Hits Unlimited - Neuseeland - 1996: für das Album Hits Unlimited - Schweden - 1993: für das Album No Limits - Spanien - 1994: für das Album No Limits | 2× Goldene Schallplatte - Frankreich - 1995: für das Album Real Things Platin-Schallplatte - Europa - 1996: für das Album Real Things - Norwegen - 1994: für das Album No Limits |

Anmerkung: Auszeichnungen in Ländern aus den Charttabellen bzw. Chartboxen sind in ebendiesen zu finden.
| Land/RegionAuszeichnungen für Musikverkäufe (Land/Region, Auszeichnungen, Verkäufe, Quellen) | Silber  | Gold       | Platin     | Verkäufe  | Quellen                                                    |
| -------------------------------------------------------------------------------------------- | ------- | ---------- | ---------- | --------- | ---------------------------------------------------------- |
| Australien (ARIA)                                                                            | —       | 5× Gold5   | —          | 175.000   | aria.com.au AU2                                            |
| Belgien (BRMA)                                                                               | —       | Gold1      | —          | 25.000    | ultratop.be                                                |
| Deutschland (BVMI)                                                                           | —       | Gold1      | Platin1    | 750.000   | musikindustrie.de                                          |
| Europa (IFPI)                                                                                | —       | —          | Platin1    | 1.000.000 | ifpi.org                                                   |
| Finnland (IFPI)                                                                              | —       | 2× Gold2   | —          | 81.100    | ifpi.fi                                                    |
| Frankreich (SNEP)                                                                            | —       | 4× Gold4   | —          | 652.000   | infodisc.fr                                                |
| Japan (RIAJ)                                                                                 | —       | 3× Gold3   | —          | 300.000   | riaj.or.jp                                                 |
| Neuseeland (RMNZ)                                                                            | —       | Gold1      | —          | 7.500     | aotearoamusiccharts.co.nz                                  |
| Niederlande (NVPI)                                                                           | —       | Gold1      | 3× Platin3 | 325.000   | nvpi.nl                                                    |
| Norwegen (IFPI)                                                                              | —       | —          | Platin1    | 50.000    | ifpi.no (Memento vom 5. November 2012 im Internet Archive) |
| Österreich (IFPI)                                                                            | —       | 2× Gold2   | —          | 45.000    | ifpi.at                                                    |
| Schweden (IFPI)                                                                              | —       | Gold1      | —          | 50.000    | sverigetopplistan.se                                       |
| Schweiz (IFPI)                                                                               | —       | Gold1      | 2× Platin2 | 125.000   | hitparade.ch                                               |
| Spanien (Promusicae)                                                                         | —       | Gold1      | —          | 50.000    | elportaldemusica.es                                        |
| Vereinigte Staaten (RIAA)                                                                    | —       | Gold1      | —          | 500.000   | riaa.com                                                   |
| Vereinigtes Königreich (BPI)                                                                 | Silber1 | Gold1      | —          | 632.000   | bpi.co.uk officialcharts.com                               |
| Insgesamt                                                                                    | Silber1 | 25× Gold25 | 8× Platin8 |           |                                                            |